# 克里斯平·布朗特
克里斯平·布朗特（英語：Crispin Blunt，1960年7月15日—）是一位英格蘭政治人物，他的黨籍是保守黨。自1997年開始，他擔任賴蓋特選區選出的英國下議院議員。他在2010年出櫃並和妻子離婚。